# Monteverdi Marittimo
Monteverdi Marittimo é uma comuna italiana da região da Toscana, província de Pisa, com cerca de 701 habitantes. Estende-se por uma área de 98 km², tendo uma densidade populacional de 7 hab/km². Faz fronteira com Bibbona (LI), Castagneto Carducci (LI), Montecatini Val di Cecina, Monterotondo Marittimo (GR), Pomarance, Sassetta (LI), Suvereto (LI).

## Demografia
| Variação demográfica do município entre 1861 e 2011                               |
|                                                                                   |
| Fonte: Istituto Nazionale di Statistica (ISTAT) - Elaboração gráfica da Wikipedia |